# 颱風楊柳 (2025年)
颱風楊柳（英語：Typhoon Podul，國際編號：2511，聯合颱風警報中心：WP162025，菲律賓大氣地球物理和天文管理局：Gorio）是2025年太平洋颱風季第11個被命名的熱帶氣旋。「楊柳」一名由朝鮮提供，為常見於市鎮及鄉間的楊柳樹。在悶熱的天氣下，人們都喜愛在楊柳樹蔭下乘涼及閒談。

## 發展過程

### 初形成時整合較快
一個熱帶擾動於8月6日在北馬里亞納群島東北海域生成，美國海軍研究實驗室給予其擾動編號98W。日本氣象廳在當日晚間將其升格為熱帶性低氣壓。由於系統所處位置海溫較高、有良好高空輻散、風切亦較低，聯合颱風警報中心在次日凌晨2時將系統評級提升為「中」。僅4小時半後，聯合颱風警報中心便將系統評級提升為「高」，同時發出熱帶氣旋形成警報。而由於系統的環流較小，其整合速度較其它大型熱帶氣旋快速，不出一個半小時，聯合颱風警報中心就已經將其升格為熱帶性低氣壓，給予熱帶氣旋編號16W。台灣中央氣象署亦在6小時後將系統升格為熱帶性低氣壓，給予編號TD14。同一時間，香港天文台將其升格為熱帶性低氣壓。入夜後，系統建立了一個不規則的中心密集雲團區；ASCAT反演風場圖亦顯示系統東南象限出現烈風等級風速，因此聯合颱風警報中心在晚間8時將其升格為熱帶風暴。同一時間，日本氣象廳對其發佈烈風警報。日本氣象廳在次日凌晨2時將其升格為熱帶風暴，給予國際編號2511，並命名「楊柳」。香港天文台隨即跟隨此項升格；台灣中央氣象署則將楊柳升格為輕度颱風。中國中央氣象台亦在3小時後將楊柳升格為熱帶風暴。

### 命名後發展緩慢
命名後，楊柳一直受到強烈的東北風切影響，其北側一直處於高空輻合狀態，使該處缺乏對流活動。但楊柳的環流較小，令其中心附近只需出現局部對流，就可支撐起整個暖心結構；再加上輻散增強支持楊柳緩慢發展。香港天文台在當天凌晨2時率先將楊柳升格為強烈熱帶風暴。日本氣象廳和中國中央氣象台在18小時後跟隨此項升格。澳門氣象局亦在翌日凌晨2時跟隨。日本氣象廳在上午8時將楊柳升格為颱風。但由於乾空氣入侵，日本氣象廳在一天後重新將其降格為強烈熱帶風暴。入夜後，影響楊柳的東北風切有所減弱，楊柳相關的高空反氣旋得以擴展，原本缺乏對流活動的北側亦重新出現對流活動。台灣中央氣象署在晚上8時將楊柳升格為中度颱風。

### 迅速增強直趨台灣、中國大陸并两次登陆

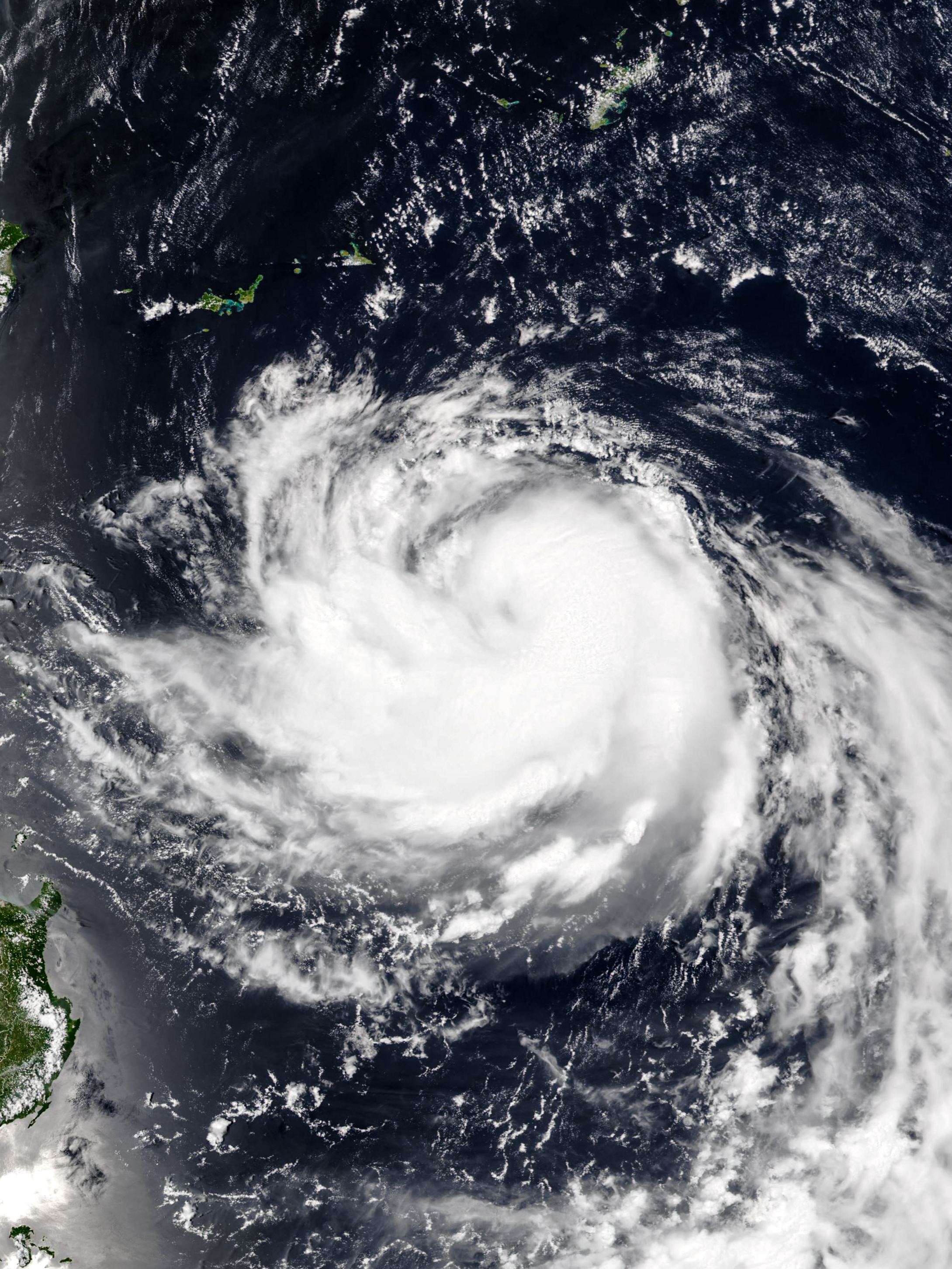
楊柳在8月12日下午短暫出現「雲捲風眼」

8月12日，楊柳建立了一個明顯的「雲捲風眼」，正因如此，聯合颱風警報中心在凌晨2時將楊柳升格為颱風。但由於副熱帶高壓的下沉氣流，楊柳的西北面仍受乾空氣影響，所以凌晨的「雲捲風眼」很快重新閉合。但楊柳仍然不斷增強，日本氣象廳、中國中央氣象台、香港天文台和澳門氣象局在下午2時將楊柳升格為颱風。8月13日的凌晨時分，楊柳成功整合來自南海的濕潤氣流，眼壁的雲頂溫度顯著降低，亦重新建立了一個風眼。這表明楊柳的強度有所增加，在不久後的凌晨5時，中國中央氣象台和香港天文台將楊柳升格為強颱風。澳門氣象局亦在3小時後跟隨。之後楊柳以巔峰形態持續靠近台灣，台灣中央氣象署表示楊柳已於下午1時在台東縣太麻里鄉登陸。受地形影響，楊柳的風眼在登陸後立即被雲填塞，強度亦隨即下降。香港天文台及澳門氣象局分別在下午2時及下午5時將其降格為颱風。楊柳的移速較快，所以在其登陸3小時後便在臺南市七股區出海。雖然楊柳重新移入海面，但由於乾空氣持續入侵其北面；且即將再次移入內陸，因此其不但沒有增強，反而繼續減弱。台灣中央氣象署在晚上11時半將其降格為輕度颱風。
8月14日凌晨12時半，中國中央氣象台表示楊柳於福建省漳州市漳浦縣沿海再次登陸，中心附近最大風力有11級（30米/秒）。中國中央氣象台在楊柳登陸後隨即將其降格為強烈熱帶風暴。半小時後，香港天文台亦將楊柳降格為強烈熱帶風暴。登陸後，楊柳的中心密集雲團區在陸地摩擦下崩解，隨之迅速減弱。聯合颱風警報中心、中國中央氣象台、香港天文台和澳門氣象局在凌晨2時將楊柳降格為熱帶風暴，而聯合颱風警報中心同時對楊柳發布最後警報。日本氣象廳和澳門氣象局亦在3小時後將楊柳降格為熱帶風暴。日本氣象廳、香港天文台和台灣中央氣象署在下午2時將其降格為熱帶低氣壓。台灣中央氣象署在晚上8時將其降格為低壓區。香港天文台及澳門氣象局亦在翌日凌晨2時將其降格為低壓區，而中國中央氣象台停止對其發佈編號。隨著楊柳繼續深入內陸，日本氣象廳在當晚8時認為楊柳已經消散。

## 影響

### 中國大陸
國家氣象中心發佈之最高颱風預警信號： 颱風橙色預警信號
國家氣象中心于8月11日晚上6时发布台风蓝色预警，12日早上6时提升至台风黄色预警，僅3小時後即在上午9时40分，中国气象局启动重大气象灾害（台风）三级应急响应，福建、广东、广西、湖南、江西、贵州等可能受台风影响的省级气象局根据实际研判启动相应级别应急响应，同时提醒福建、广东、江西、湖南、广西、贵州等地需密切关注楊柳未来发展趋势，关注台风大风、暴雨引发的次生灾害风险。隨著楊柳進一步增強及逼近福建沿岸，國家氣象中心在13日下午6时發佈台风橙色预警，當時楊柳集結在福建省漳浦县东偏南方向大约260公里的台湾海峡海面上。14日凌晨0时30分前后在福建省漳浦县沿海登陆后强度逐渐减弱，國家氣象中心于早上06时改发台风蓝色预警，下午楊柳在广东省境内由热带风暴级减弱为热带低压，晚上6时颱風預警信號解除。

#### 廣東
廣東省氣象台發佈之最高颱風預警信號： 颱風橙色預警信號
广东省防汛防旱防风总指挥部于8月12日20时将防风Ⅳ级应急响应提升至Ⅲ级，汕尾以东海域落实防台措施。中国铁路广州局集团自8月12日起停运京广铁路、京九铁路部分列车；8月13日起停运杭深线、甬广高铁、梅汕高铁部分列车。部分沿海旅游景点关闭。潮州市气象台于2025年8月13日11时发布台风黄色预警信号，全市各教育机构停课；当晚潮州市在全市范围内实行防台风“五停”措施。8月13日13时，广东省防风三级应急响应提升至二级。受台风杨柳影响，广东省多地出现暴雨天气，部分县市还发布了最高级别的暴雨红色预警信号。

#### 福建
福建省氣象台發佈之最高颱風預警信號： 颱風紅色預警信號
福建海事局于8月12日9时启动防台风Ⅱ级应急响应，沿海航线停航，同时小三通停航。8月13日夜间至次日上午途经厦深铁路、龙厦铁路的部分旅客列车车票暂时停止发售。

#### 浙江
浙江海事局于8月11日启动南部海域IV级防台应急响应。温州南麂岛已疏散旅客1076人，当地沿海客运航线停运。

### 臺灣
當地發佈之颱風警報：海上陸上颱風警報
| 彭佳嶼 · 16 m/s板橋 · 10.9 m/s鞍部 · 9.4 m/s竹子湖 · －淡水 · 11.8 m/s基隆 · 10.4 m/s臺北 · 9.7 m/s新屋 · 15.8 m/s新竹 · 7.6 m/s宜蘭 · 8.7 m/s蘇澳 · 13.6 m/s花蓮 · 12.4 m/s成功（新港） · 16 m/s臺東 · 15.2 m/s大武 · 9.6 m/s蘭嶼 · 35.4 m/s臺中 · 2.9 m/s梧棲 · 8.3 m/s日月潭 · 10.6 m/s阿里山 · 9 m/s嘉義 · 10 m/s玉山 · 25.7 m/s臺南 · 14.6 m/s高雄 · 7.1 m/s恆春 · 8.8 m/s澎湖 · 13.8 m/s東吉島 · 26.5 m/s金門 · 10.8 m/s馬祖 · 9.2 m/sclass=notpageimage\| 中華民國交通部中央氣象署署屬氣象測站測得最大持續風力。圖例： · 測得5級風或以下 · 測得6至7級風 · 測得10至11級風 · 測得12至15級風 | 彭佳嶼 · 27.9 m/s板橋 · 22 m/s鞍部 · 25.1 m/s竹子湖 · －淡水 · 22.2 m/s基隆 · 23.2 m/s臺北 · 26.7 m/s新屋 · 26.4 m/s新竹 · 17.3 m/s宜蘭 · 20.6 m/s蘇澳 · 25.7 m/s花蓮 · 18.9 m/s成功（新港） · 28.6 m/s臺東 · 36.6 m/s大武 · 21.1 m/s蘭嶼 · 62.4 m/s臺中 · 8.6 m/s梧棲 · 15.1 m/s日月潭 · 27.1 m/s阿里山 · 26.5 m/s嘉義 · 17 m/s玉山 · 47.2 m/s臺南 · 23.3 m/s高雄 · 22.8 m/s恆春 · 19.7 m/s澎湖 · 24.2 m/s東吉島 · 37.7 m/s金門 · 22.2 m/s馬祖 · 18.1 m/sclass=notpageimage\| 中華民國交通部中央氣象署署屬氣象測站測得最大陣風。圖例： · 測得5級風或以下 · 測得6至7級風 · 測得8至9級風 · 測得10至11級風 · 測得12至15級風 · 測得16級風或以上 |

台灣國內線航班全部取消，國際線航班取消或延後起飛情形。雲林縣、嘉義市、嘉義縣、臺南市、高雄市、屏東縣、花蓮縣、臺東縣、澎湖縣政府於12日晚上宣布13日停班停課，另外金門縣政府則是宣布13日晚間6時後至14日上午停班停課。
楊柳8月13日下午13時左右登陸臺東縣太麻里鄉。並於下午16時左右在臺南市七股區出海。
楊柳颱風在被直接襲擊的台東縣及南部地區產生嚴重影響，造成至少6萬戶停電。另外，由於地形效應，距離颱風遙遠的北部地區也產生9-11級強陣風。截至8月18日下午5時，農業產物及民間設施估計損失計4億3325萬元。

### 香港
當地發出之最高熱帶氣旋警告信號： 一號戒備信號
香港天文台於8月12日中午12時發出「特別天氣提示」，表示楊柳會在8月13日早上進入香港800公里範圍，屆時會發出一號信號，並會視乎楊柳與珠江口的距離、強度及本地風力變化，評估是否需要在今日稍後至星期四初時改發更高熱帶氣旋警告信號。

#### 闖港八百公里，天氣極端酷熱
天文台於8月13日早上6時更新「特別天氣提示」，表示楊柳會在未來兩三小時進入香港800公里範圍，並會在上午8時40分發出一號信號。天文台在上午8時40分發出一號戒備信號，當時楊柳集結在香港東南偏東約780公里。當日下午，香港受楊柳外圍下沉氣流影響，天氣極端酷熱，多處地區最高氣溫升至34至35度。

#### 逐漸遠離
天文台在下午4時45分表示，楊柳會在當日晚間登陸福建南部並橫過廣東內陸並逐漸減弱，同時接近珠江口一帶。天文台會視乎其與珠江口的距離、強度及香港風力變化，評估是否需要在8月14日早上改發三號信號。凌晨3時45分，天文台指除非楊柳採取較為偏南的路徑靠近珠江口，否則改發更高熱帶氣旋警告信號的機會為低，一號信號會在今早維持一段時間；當楊柳對香港的威脅解除時，天文台會考慮取消所有熱帶氣旋警告信號，或以強烈季候風信號取代。至下午12時20分，天文台取消所有熱帶氣旋警告信號，當時楊柳集結在香港以北約300公里。

#### 雨勢加劇，黑雨再臨
8月13日晚上，楊柳南則的活躍偏南氣流與下沉氣流引發的強對流結合，並在廣東沿岸附近成一個廣闊強雷雨區。8月14日凌晨香港天氣急劇轉壞，有大驟雨及強烈狂風雷暴，南部地區更持續有特大暴雨及頻密閃電。天文台在凌晨5時22分發出黃色暴雨警告信號，至早上6時35分改發紅色暴雨警告信號，隨後於早上7時50分發出黑色暴雨警告信號，是自1992年設立暴雨警告信號系統以來首次於8月內四度發出黑色暴雨警告信號，亦是同年第5次需要發出最高暴雨警告信號。其中，中西區錄得每小時超過140毫米的特大暴雨，葵青、赤鱲角及屯門區亦超過100毫米雨量。隨著香港雨勢逐漸減弱，天文台於上午11時10分改發紅色暴雨警告信號，一小時後改發黃色暴雨警告信號，並於下午3時55分取消所有暴雨警告信號。天文台亦一度發出山泥傾瀉特別提示，表示港島南區及東涌的雨量特別高，有機會發生山泥傾瀉，其後於下午2時發出山泥傾瀉警告，至8月15日凌晨12時25分取消。土力工程處於此次暴雨測得之山泥傾瀉指數為14。

### 澳門
當地發出之最高熱帶氣旋警告信號：  一號風球
地球物理氣象局於8月11日上午11時發出一則特別推送，表示熱帶氣旋「楊柳」正在向偏西方向逐漸增強，並預料會趨近台灣地區。由於發展條件不利，楊柳登陸後會快速減弱，但仍然有機會採取一個偏南的路徑，移近廣東東部沿岸。受到高空反氣旋影響，澳門12日至13日天氣酷熱，而週末後期會有狂風大雨以及雷暴發展。氣象局呼籲市民密切留意氣象局發出的最新天氣資訊。
氣象局於8月12日下午5時40分發出熱帶氣旋消息，「楊柳」將於8月13日中午前後進入澳門800公里範圍，屆時澳門將會發出一號風球。受到楊柳的下沉氣流影響，澳門14日至15日天氣酷熱，可能因此觸發午後熱對流導致雨勢有時頗大。8月12日中午12時，氣象局發出一號風球，當時楊柳位於澳門東約790公里處，而改發三號風球的可能性為較低至中等。
氣象局於8月14日表示一號風球會在上午維持，而改發三號風球的可能性為較低。受到楊柳環流影響，澳門14日至15日初時會有頻密大驟雨及雷暴，並且伴有強烈陣風，而低窪地區可能因強降雨的影響下有水浸的情況。上午11時，氣象局表示楊柳正在進入內陸並且減弱，而當楊柳對澳門構成的威脅進一步降低時取消所有熱帶氣旋警告信號。氣象局在下午5時表示會在下午6時取消所有熱帶氣旋警告信號。下午6時，氣象局取消所有熱帶氣旋警告信號。

#### 雷雨來臨、多區水浸
受楊柳的外圍雨帶影響，澳門14日天氣逐漸轉壞，氣象局於上午10時15分發出黃色暴雨警告信號。隨後因為位於珠海的雷雨區迅速發展並且逐漸逼近澳門，氣象局於下午1時35分改發紅色暴雨警告信號，更在下午2時02分改發黑色暴雨警告信號，是自2020年實施三級暴雨警告信號系統第二次在同月發出兩次黑色暴雨警告信號。隨着雨帶遠離，氣象局於下午5時50分改發黃色暴雨警告信號，45分鐘後取消所有暴雨信號。
受到極端暴雨影響，氣象局表示位於澳門全境的氣象站均錄得超過100毫米的累計雨量，而路氹錄得最大總雨量分別為269毫米和253.8毫米。路氹的氣象站曾在下午3時錄得超過100毫米的一小時雨量，而九澳氣象站錄得最大滾動每小時雨量為110毫米，是澳門有記錄以來第三多雨量。
受到持續降雨的影響下，澳門多區發生水浸，尤其低窪地區發生嚴重水浸，位於氹仔菜園路的水位監測站一度錄得高達0.92米以上的水浸情況，而緊隨其後的是錄得0.55米的氹仔益隆站，以及位於氹仔與路環的黑橋街站及石排灣站，都錄得0.34米高的水位。氹仔、路環及澳門大學多處道路出現水浸一度實施臨時封閉，官也街及其周邊出現嚴重水浸，多部車輛在受水浸影響路段或街道拋錨，路氹多處道路同時出現嚴重交通擁堵。
黑色暴雨警告信號生效期間，澳門消防局及治安警察局共接報29宗涉及暴雨的求助事件，其中澳門消防局處理包括15宗懷疑有人被困、3宗清除墮下物、2宗處理漏水、2宗山泥傾瀉、2宗塌樹、1宗塌石及1宗水浸。由於氹仔和路環多處地點發生山體滑坡，市政署宣佈臨時關閉路氹各山林郊野徑，加緊巡查並進行安全評估，待完成檢查和除險工作後將陸續開放。由於多處道路出現水浸，治安警察局表示有路段採取臨時交通措施，交通事務局表示各公共巴士路線需按實際路況，按現場警方指示臨時改道或調整停靠站點，兩間巴士公司已派員在多個巴士站點指引及疏導乘客。

### 日本
當地發佈之最高風力警報：强风注意警报

## 熱帶氣旋警告使用紀錄

### 中國大陸
| 國家氣象中心 颱風預警信號 | 國家氣象中心 颱風預警信號 | 國家氣象中心 颱風預警信號 |
| ------------------------- | ------------------------- | ------------------------- |
| 上一熱帶氣旋              | 颱風藍色預警信號          | 下一熱帶氣旋              |
| 強熱帶風暴竹節草          | 颱風藍色預警信號          |                           |
| 強熱帶風暴竹節草          | 颱風黃色預警信號          |                           |
| 颱風韋帕                  | 颱風橙色預警信號          |                           |

### 臺灣
| 交通部中央氣象署 颱風警報   | 交通部中央氣象署 颱風警報 | 交通部中央氣象署 颱風警報 |
| --------------------------- | ------------------------- | ------------------------- |
| 上一熱帶氣旋                | 海上颱風警報              | 下一熱帶氣旋              |
| 中度颱風薇帕                | 海上颱風警報              |                           |
| 中度颱風丹娜絲              | 陸上颱風警報              |                           |
| 交通部中央氣象署 國家級警報 |                           |                           |
| 中度颱風丹娜絲              | 颱風強風告警              |                           |

### 菲律賓
| 菲律賓大氣地球物理及天文服務管理局 風暴信號 | 菲律賓大氣地球物理及天文服務管理局 風暴信號 | 菲律賓大氣地球物理及天文服務管理局 風暴信號 |
| ------------------------------------------- | ------------------------------------------- | ------------------------------------------- |
| 上一熱帶氣旋                                | 一號風暴信號                                | 下一熱帶氣旋                                |
| 颱風竹節草                                  | 一號風暴信號                                |                                             |
| 颱風竹節草                                  | 二號風暴信號                                |                                             |

### 香港
| 香港天文台 熱帶氣旋警告信號 | 香港天文台 熱帶氣旋警告信號 | 香港天文台 熱帶氣旋警告信號 |
| --------------------------- | --------------------------- | --------------------------- |
| 上一熱帶氣旋                | 一號戒備信號                | 下一熱帶氣旋                |
| 颱風韋帕                    | 一號戒備信號                | 熱帶低氣壓                  |

### 澳門
| 地球物理氣象局 熱帶氣旋信號 | 地球物理氣象局 熱帶氣旋信號 | 地球物理氣象局 熱帶氣旋信號 |
| --------------------------- | --------------------------- | --------------------------- |
| 上一熱帶氣旋                | 一號風球                    | 下一熱帶氣旋                |
| 颱風韋帕                    | 一號風球                    | 熱帶低氣壓                  |

## 外部連結
| 太平洋颱風季             |
| 主題頁 - 專題 - 編輯指南 |

- （英文）颱風2000：各氣象部門對楊柳的預測路徑集合 （页面存档备份，存于）
- （日語）日本氣象廳首頁 （页面存档备份，存于）
- （英文）聯合颱風警報中心首頁 （页面存档备份，存于）
- （简体中文）國家氣象中心首頁 （页面存档备份，存于）
- （繁體中文）臺灣中央氣象署首頁 （页面存档备份，存于）
- （繁體中文）颱風消息 | 交通部中央氣象署（页面存档备份，存于）
- （繁體中文）香港天文台首頁 （页面存档备份，存于）
- （繁體中文）澳門地球物理氣象局首頁 （页面存档备份，存于）
- （英文）菲律賓大氣地球物理和天文管理局首頁 （页面存档备份，存于）
- （英文）菲律賓大氣地球物理和天文管理局 惡劣天氣公告 （页面存档备份，存于）
- （泰文）泰國氣象局首頁 （页面存档备份，存于）